# Wladislaw Andrejewitsch Dawankow

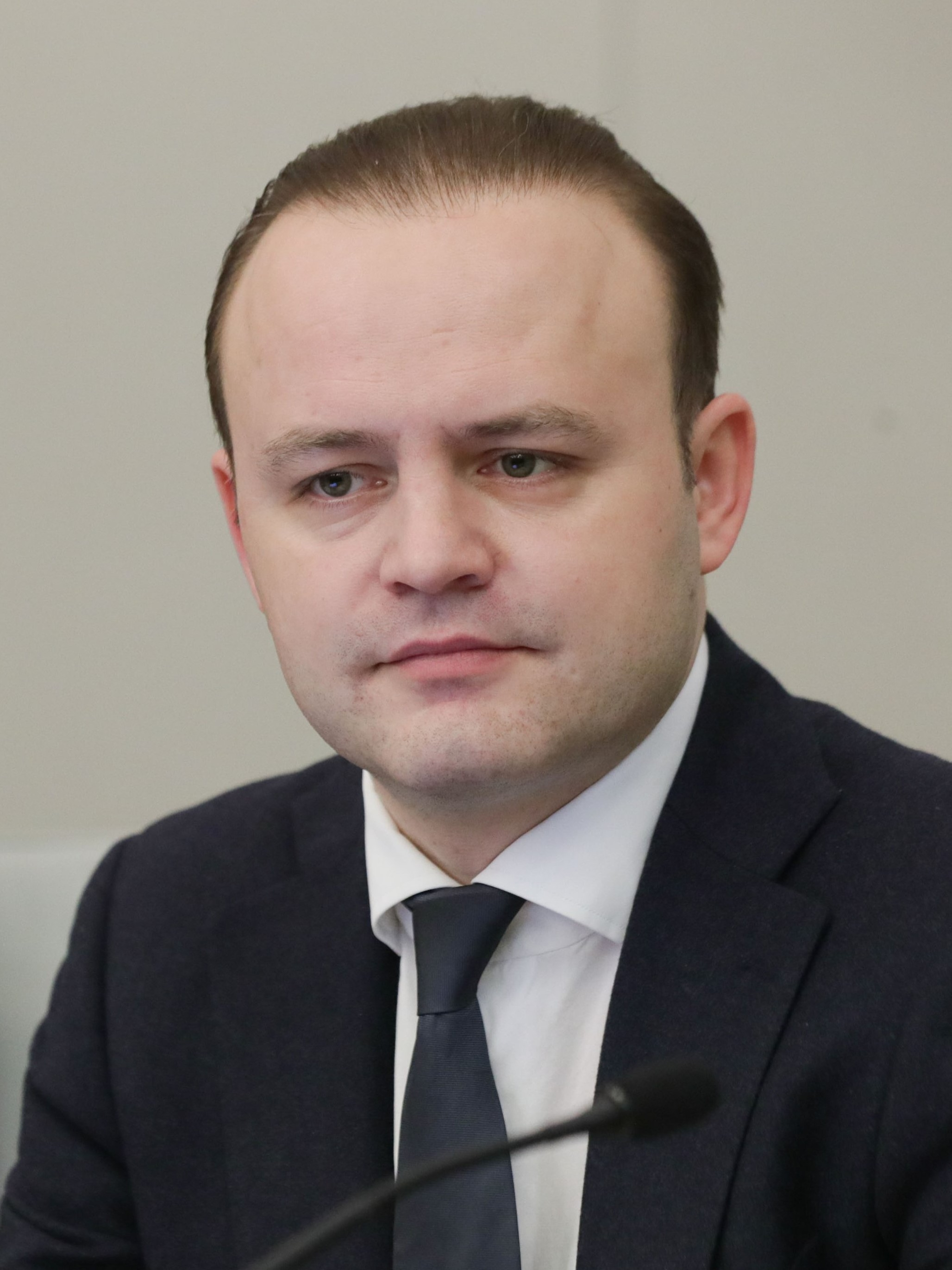
Wladislaw Dawankow (2021)

Wladislaw Andrejewitsch Dawankow (russisch Владислав Андреевич Даванков; * 25. Februar 1984 in Smolensk) ist ein russischer Politiker und Unternehmer. Er ist seit dem 12. Oktober 2021 Stellvertretender Vorsitzender der Staatsduma der Russischen Föderation. Seit dem 11. Oktober 2021 fungiert er als Erster stellvertretender Vorsitzender der Parteifraktion Neue Leute. Er kandidierte in der Präsidentschaftswahl in Russland 2024 für seine Partei.

## Biografie

### Werdegang
Er wurde am 25. Februar 1984 in Smolensk geboren. Ab 2001 studierte er an der Lomonossow-Universität in Moskau. Sein Studium schloss Dawankow 2006 erfolgreich ab.
Im Jahr 2017 wurde er Generaldirektor des Unterstützungsfonds des Unternehmens „Kapitany Rossii (Kapitäne Russlands)“. Im selben Jahr wurde das Projekt „Moi perwy bisnes“ (Mein erstes Business) unter der Leitung von Dawankow ins Leben gerufen. Das Projekt wurde als Schülerwettbewerb ausgeschrieben und fand von Oktober 2017 bis März 2018 im Rahmen der Plattform „Russland – das Land der unbegrenzten Möglichkeiten“ statt. Die 100 besten Teilnehmer erhielten Stipendien für die Ausbildung an der Wirtschaftsfakultät „Kapitany“ der Russischen Plechanow-Wirtschaftsuniversität.
Am 22. Mai 2018 unterzeichnete der russische Präsident Wladimir Putin ein Dekret zur Gründung einer autonomen gemeinnützigen Organisation „Russland – das Land der Möglichkeiten“, deren stellvertretender Generaldirektor Dawankow wurde.
Im März 2020 gründeten Alexei Netschajew und Alexander Dawankow die politische Partei „Neue Leute“, die im selben Monat vom Justizministerium der Russischen Föderation registriert wurde. Wladislaw Dawankow trat der Partei bei. Er war Vorsitzender des zentralen Exekutivkomitees der Partei.
In der Staatsduma der 8. Einberufung schloss er sich der Fraktion „Neue Leute“ an. Am 12. Oktober 2021 wurde er von der Fraktion „Neue Leute“ zum stellvertretenden Vorsitzenden der Staatsduma gewählt.
Aufgrund seiner Unterstützung der russischen Invasion in der Ukraine unterliegt er internationalen Sanktionen der Europäischen Union, der USA, des Vereinigten Königreichs und mehrerer anderer Länder.

### Kandidatur bei der Präsidentschaftswahl

Präsidentschaftskampagnenlogo von Dawankow

Im Jahr 2024 trat er erfolglos als Kandidat der Spoilerpartei Neue Leute bei der Präsidentschaftswahl in Russland an.
Dawankow war Kandidat bei der russischen Präsidentschaftswahl 2024 und galt als liberalster der Kandidaten. Trotz seiner Kandidatur unterstützte er den Kriegsgegner Boris Nadeschdin. Am 15. Februar 2024 veröffentlichte Dawankow sein Wahlprogramm, in dem er zu „Frieden und Verhandlungen“ im Hinblick auf den Krieg in der Ukraine aufrief, fügte aber auch hinzu, die Verhandlungen sollten im russischen Sinne geführt werden. Er schlug vor, die staatliche Zensur zu beenden und verglich sie mit „der schlimmsten sowjetischen Unterdrückung“. Er sagte, dass diejenigen, die aktiv zur Zerstörung Russlands aufrufen, strafrechtlich verfolgt und bestraft werden sollten. Wer lediglich eine kritische Meinung vertritt, sollte nicht bestraft werden. Er kritisierte diese „repressiven Normen“, mit denen Regimegegner verfolgt werden, und plädierte außerdem dafür, Journalisten Immunität vor Strafverfolgung zu garantieren, um die Pressefreiheit zu schützen. Die unabhängige russische Zeitung Nowaja Gaseta bemerkte, dass Dawankows politische Versprechen „seinen Status als liberalster Kandidat auf dem Wahlzettel zu bestätigen schienen“, obwohl er zuvor seine Unterstützung für den Krieg in der Ukraine zum Ausdruck gebracht hatte.
Dawankow erreichte 3,9 % der Stimmen.